# Pseudovipio schaeuffelei
Pseudovipio schaeuffelei är en stekelart som först beskrevs av Hedwig 1957.  Pseudovipio schaeuffelei ingår i släktet Pseudovipio och familjen bracksteklar. Inga underarter finns listade i Catalogue of Life.